# Federazione cestistica della Namibia
La Federazione cestistica della Namibia è l'ente che controlla e organizza la pallacanestro in Namibia.
La federazione controlla inoltre la nazionale di pallacanestro della Namibia. Ha sede a Windhoek e l'attuale presidente è Jario Talitha.
È affiliata alla FIBA dal 1995 e organizza il campionato di pallacanestro della Namibia.